# Hannover
För andra betydelser, se Hannover (olika betydelser).
Hannover (svenskt uttal: [haˈnoːfer][källa behövs]; tyskt uttal: [haˈnoːfɐ]) är sedan 1946 huvudstad i förbundslandet Niedersachsen i Tyskland med cirka 550 000 invånare. Det är den största staden i Niedersachsen och den tredje största i norra Tyskland. Staden ligger vid floden Leine och är centralort i kommunförbundet Region Hannover och del av metropolregionen Hannover-Braunschweig-Göttingen. Det är en av världens ledande mässtäder och en viktig knutpunkt för nationell och europeisk trafik.

## Historia

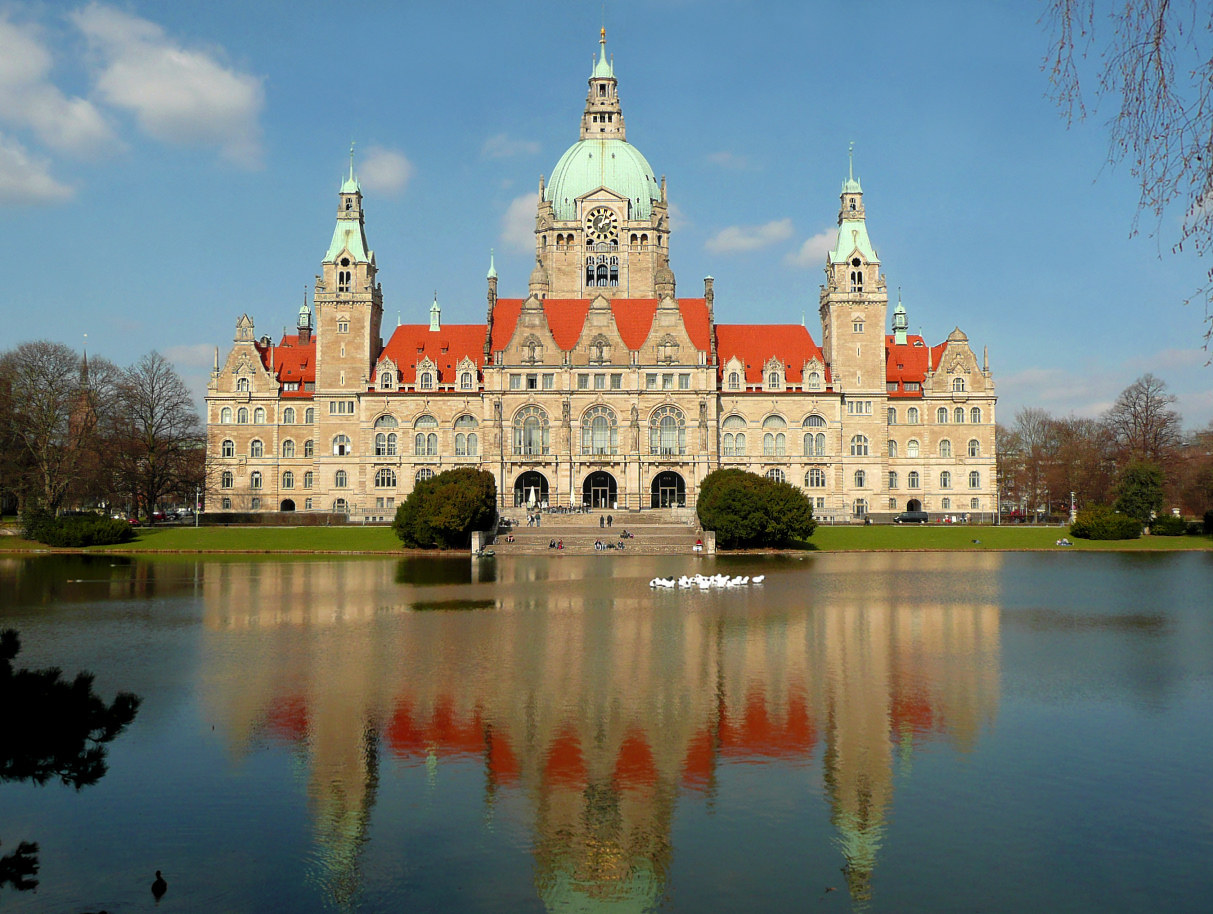
Stadshuset i Hannover, byggt 1901

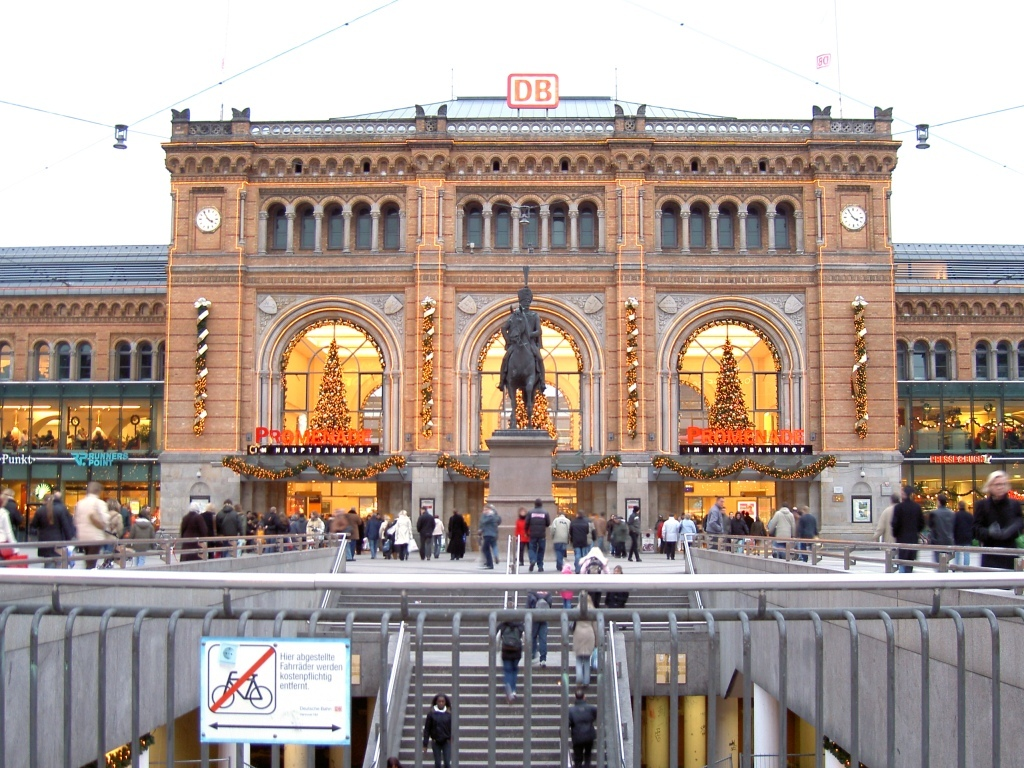
Centralstationen i Hannover

### Förhistoria och äldsta tid
Hannover har vuxit fram vid ett vadställe över floden Leine, som också är segelbar fram hit. Det är oklart hur långt tillbaka i tiden bebyggelsen sträcker sig. Första gången namnet nämndes (i formen Hanovere) i kända skriftliga källor var år 1150; några år tidigare hade orten grundlagts som eller upphöjts till köpstad, men utgrävningar visar att platsen var bebyggd långt tidigare. Möjligen är en ort "Tulifurdum" som nämns av Klaudios Ptolemaios identisk med detta "för-Hannover"; i övrigt är orten inte känd i antika källor.
Den saxiske hertigen Henrik Lejonet lät befästa Hannover, och gynnade dess ställning som handelsort. År 1180 lät han slå mynt där. Staden belägrades år 1189 av den senare kejsaren Henrik VI, som dock misslyckades med att inta den. Efter Henrik Lejonets död, delades hans arvrike av hans söner Henrik, Otto och Wilhelm. När Otto hade valts till tysk-romersk kejsare minskade dock hans intresse för detta. Henrik överlevde sina bröder och blev ensam herre till arvet. Han testamenterade dock Braunschweig till sin brorson Otto (Wilhelms son). Ottos område Braunschweig-Lüneburg blev ett hertigdöme 1235, och efter vissa arvstvister kunde han också överta Hannover (som nyligen fått stadsrättigheter) år 1239.
Den äldsta staden "Altstadt" som var belägen på östra stranden av Leine. I skydd av den redan 1371 förstörda borgen Laudenrode på en ö mellan Leine och Ihme växte "Neustadt" senare fram. Från 1600-talet kom de båda stadsdelarna att förenas.
Hannover var en tid förlänad åt en grevlig ätt, men ernådde så småningom en starkare ställning, och fick privilegiet att inte åter förlänas. Staden blev i allt högre grad självstyrande. Från år 1350 skyddades staden ytterligare av en 8 meter hög stadsmur med 34 torn, och även den omgivande landsbygden skyddades av vissa befästningsverk. Hannover blev en viktigare handelsstad, anslöt sig till 1386 Hansan, och dess invånarantal steg till 4 000.
Fram till reformationen dominerades staden politiskt av köpmannaskrået, och främst av några nära besläktade köpmansfamiljer. Flera andra skrån var helt utestängda från politiskt inflytande. Staden styrdes av ett råd med stor självständighet. Vid tiden för reformationen fanns tre kyrkor och tre kapell i staden.

### Reformationen och trettioåriga kriget
Vid tiden för reformationen hade folkmängden vuxit till 5 000. Hannover tillhörde sedan 1495 delfurstendömet Calenberg, och hade i början goda relationer till sin formella länsherre Erik (Erich) I av Braunschweig-Calenberg-Göttingen. Emellertid vann reformationen alltfler anhängare i staden, medan Erik förblev katolik, liksom stadens ledande kretsar. Den 26 juni 1533 svor en folksamling vid marknadsplatsen att hålla sig till Luthers ord. Stadens råd satte sig emot detta, men tvingades att fly till det katolska Hildesheim. Tidigare politiskt maktlösa grupper tog över. I och med rådets flykt förlorade också såväl de katolskt sinnade kvarvarande borgarna och prästerna allt inflytande. Erik utnyttjade dock att Hannover var helt omgiven av hans övriga områden, och lät spärra alla tillfartsvägar. I staden uppstod livsmedelsbrist, och styret sönderföll alltmer. En kompromiss kunde dock nås. En ny stadsstadga antogs, och ett nytt råd valdes i april 1534. Mot en betalning på 4 000 gulden förband sig Erik att inte ytterligare motsätta sig reformationen i Hannover.
År 1536 anslöt sig Hannover till Schmalkaldiska förbundet. Vid slaget vid Mühlberg år 1547 tillhörde därför Hannover den förlorande sidan, medan Eriks son Erik II tillhörde den segrande katolska sidan. Hannover fick denna gång friköpa sig från vedergällning för ytterligare 8 000 gulden.
Under det trettioåriga kriget hotades staden av Tillys katolska trupper. Ett undsättningsförsök år 1626 från det protestantiska Danmark misslyckades, och Hannover måste åter friköpa sig för en stor penningsumma, denna gång från den katolska ligan. Något senare lyckades dock det Georg av Braunschweig-Lüneburg att med hjälp av svenska trupper återta de flesta av sina städer. År 1636 intog hans trupper för första gången i historien staden, och gjorde Hannover till sin residensstad. Därmed förlorade staden för en lång tid framåt sin frihet.

### Nyare tid
Även sedan hovet 1714 överflyttat till Storbritannien förblev Hannover säte för den Hannoverska regeringen, och var 1837-1866 residensstad för statens kungar. År 1747 tillkom förstaden Ägidien-Stadt i sydöst, efter 1840 Ernst-August-Stadt i öster och efter 1843 Georgs-Stadt i norr.
Hannover växte snabbt från 20 000 innevånare i början av 1800-talet till 50 000 år 1850, 123 000 år 1880 och 236 000 år 1900.
År 1920 blev Hannover större genom inkorporeringar, bland annat av förstaden Linden väster om Ihme och stadens invånarantal gick från 80 000 till 400 000.
Från 1937 leddes staden av nazister. Judar och oliktänkande förföljdes, bland annat blev 484 judar av polskt ursprung utvisade 1938. Samma år brändes stadens synagoga ner. Från september 1941 blev de kvarvarande judiska familjerna ihopsamlade i ett getto samtidigt som 2 400 människor deporterades.
Från 1940 var Hannover mål för allierat bombflyg då staden hade omfattande krigsindustrier. Stadens förstördes till stor del genom anfall under 1943. Efter kriget blev Aegidienkirche som ruin ett minnesmärke över offer för kriget och våldsregimen. År 1945 intogs Hannover av amerikanska trupper, innan britterna tog över.

### Efter andra världskriget
Staden låg efter andra världskriget i den brittiska ockupationszonen och en kommunal författning efter brittisk modell skapades. Staden återuppbyggdes efter andra världskriget under ledning av stadsbyggnadsrådet Rudolf Hillebrecht. Hannover kom att skapa ett helt nytt väg- och gatunät som blivit vida känt. 1974 ägde en omfattande kommunreform rum där ett antal städer och områden blev en del av Hannover.

### Mässtaden
Efter andra världskriget utvecklades Hannover till en av världens största mässtäder och håller årligen flera av de största mässorna. Man håller årligen världens största mässa här: IT-mässan CeBIT. Man har sedan 1987 mässtaden Leipzig som vänskapsstad. År 2000 stod man som värd för världsutställningen Expo 2000.

## Näringsliv
Hannover ligger i den viktiga industriregionen Niedersachsen. I staden finns bland annat Volkswagen och Mercedes-Benz. Industrikoncernen Hanomag blev under 1800-talet en viktig industri i staden. Hanomag köptes upp av Mercedes-Benz på 1960-talet. Däcktillverkaren Continental AG är sedan lång tid tillbaka en av stadens stora företag.
Hannover har som huvudstad i Niedersachsen flera huvudkontor, bland annat för Norddeutsche Landesbank, Talanx, VHV, Concordia, och här finns även en av Niedersachsens största företagskoncerner, Volkswagen, representerat.

## Utbildning
Universitetet Gottfried Wilhelm Leibniz Universität Hannover finns i staden.
Dessutom finns det Veterinärhögskolan i staden.

## Musik
Den tyska rockgruppen Scorpions kommer från Hannover, kända bland annat för melodin "Wind of Change" från 1990. En annan tysk rockgrupp, Fury in the Slaughterhouse, kommer också från denna ort. Rockmusikern Thees Uhlmann har besjungit dessa båda grupper i låten "Was wird aus Hannover".

## Sport
Fotbollslaget Hannover 96 spelar i 2. Fußball-Bundesliga. Hannover är regelbundet värd för landskamper i fotboll och var en av värdorterna under Fifa Confederations Cup 2005 och världsmästerskapet i fotboll 2006. Stadens stora fotbollsarena är AWD-Arena (Niedersachsenstadion). Hannover är även den tyska rugbyns huvudstad och man har dominerat de tyska mästerskapen. Ishockeyn i staden är framgångsrik, med de lokala lagen Hannover Scorpions och Hannover Indians, och år 2001 spelades VM-finalen för herrar här. Stadens ena handbollslag spelar i Bundesliga, TSV Hannover-Burgdorf och staden har även ett lag i andraligan.

## Infrastruktur
Efter andra världskriget skapades ett modernt vägnät som var före sin tid och som har kunnat hantera den sedan 1950-talet hela tiden ökande biltrafiken.

## Personer förknippade med Hannover
- Hannah Arendt, filosof
- Annalena Baerbock, politiker
- Per Mertesacker, fotbollsspelare
- Lena Meyer-Landrut, sångerska
- Michael Schenker, musiker
- Gerhard Schröder, politiker
- Christian Wulff, politiker